# Ballade kurde à Séville
Albums de Issa Hassan
Gulînar Tooting broadway
Ballade kurde à Séville est le deuxième album d'Issa, paru fin 2000 chez Arion.

## Liste des titres
1. Zalimê
2. Ez û yarê
3. Heval
4. Seri rake
5. Bendê
6. Yarê
7. Keçê dînê
8. Gulizer
9. Rengê çavên wê
10. Ev e ev e